# Autigny, Sarine
Autigny là một đô thị trong huyện Sarine thuộc bang Fribourg ở Thụy Sĩ.